# Typhlotanais cornutus
Typhlotanais cornutus är en kräftdjursart som först beskrevs av Georg Ossian Sars 1879.  Typhlotanais cornutus ingår i släktet Typhlotanais och familjen Nototanaidae. Inga underarter finns listade i Catalogue of Life.